# Dagi (vezír)

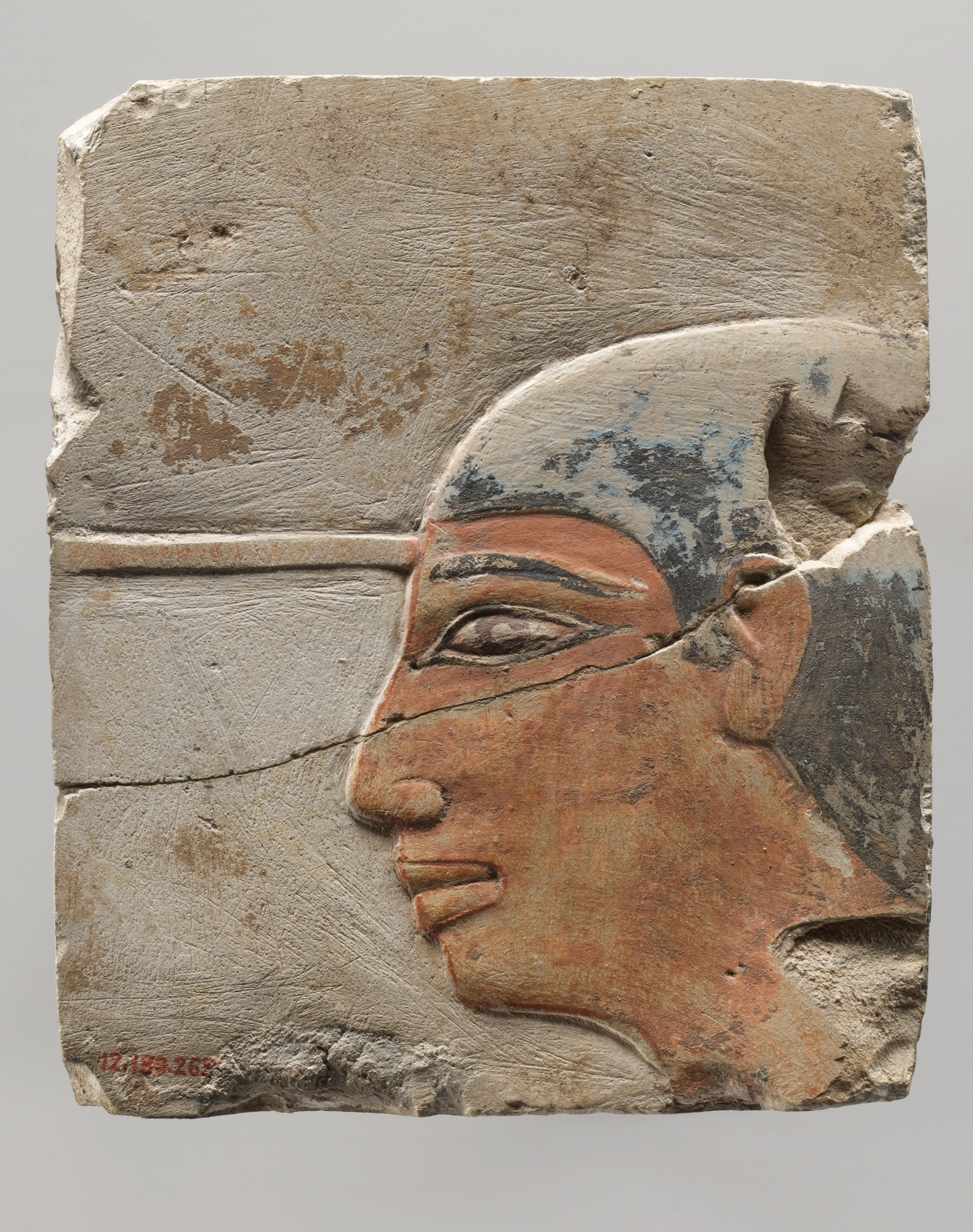
Festett relieftöredék Dagi sírjából, a TT103-ból (ma a New York-i Metropolitan Művészeti Múzeumban)

Dagi ókori egyiptomi vezír volt a XI. dinasztia idején, II. Montuhotep uralkodása alatt.
Dagi főként nyugat-thébai sírjából, a TT103-ból ismert, melyet festmények és domborművek díszítenek. Utóbbiakból csak kis töredékek maradtak fenn, a festmények viszont jelentős mértékben megmaradtak. A sírban Dagit vezírként említik. Innen került elő díszes szarkofágja is (ma a kairói Egyiptomi Múzeumban), ezeken a címe „a kapu elöljárója”. Ezt a pozíciót valószínűleg vezírré válása előtt töltötte be. Neve és ezen címei megjelennek II. Montuhotep halotti templomában is, Dejr el-Bahariban. Ezek bizonyítják, hogy az ő uralkodása alatt volt vezír.

## Fordítás
- Ez a szócikk részben vagy egészben  a   Dagi című angol Wikipédia-szócikk ezen változatának fordításán alapul.  Az eredeti cikk szerkesztőit annak laptörténete sorolja fel. Ez a jelzés csupán a megfogalmazás eredetét és a szerzői jogokat jelzi, nem szolgál a cikkben szereplő információk forrásmegjelöléseként.